# Królewska Szkoła Artylerii
Królewska Szkoła Artylerii – polska szkoła wojskowa II połowy XVIII wiek u, powstała w Warszawie w 1776 r. 
Stan osobowy wykładowców zaliczano do Korpusu Artylerii Koronnej.
Wśród jej wykładowców znaleźli się prof. matematyki Karol Sierakowski i prof. artylerii Józef Jakubowski, autor wydanego w latach 1781-1783 3-tomowego dzieła "Nauka artyleryi". W ciągu swego istnienia szkoła dostarczyła około 400 wysoko wykwalifikowanych oficerów artyłerii. W 1808 książę Józef Poniatowski zorganizował w warszawskim Arsenale Królewskim Szkołę Artylerii oraz Saperów Księstwa Warszawskiego.